# Ceraspis oaxacaensis
Ceraspis oaxacaensis är en skalbaggsart som beskrevs av Juan A. Delgado 2001. Ceraspis oaxacaensis ingår i släktet Ceraspis och familjen Melolonthidae. Inga underarter finns listade i Catalogue of Life.